# برنارد فولي
برنارد فولي (بالإنجليزية: Bernard Foley)‏ هو لاعب اتحاد الرغبي أسترالي، ولد في 8 سبتمبر 1989 في سيدني في أستراليا.

## وصلات خارجية
- برنارد فولي على موقع سلسلة سباعيات الرغبي العالمية - رجال (الإنجليزية)
- برنارد فولي عل موقع إسبنسكروم (الإنجليزية)
- برنارد فولي على موقع ItsRugby.co.uk (الإنجليزية)
- برنارد فولي على موقع اتحاد ألعاب الكومنولث (مؤرشف) (الإنجليزية)